# DM i landevejscykling – Linjeløb (damer)
Danmarksmesterskaberne i linjeløb for elite damer er en årligt tilbagevendende begivenhed i dansk cykelsport, som for første gang blev afholdt i 1981. Linjeløbet bliver afholdt i slutningen af juni.

## Vindere
| År   | Vinder                           | Toer                             | Treer                   |
| ---- | -------------------------------- | -------------------------------- | ----------------------- |
| 1981 | Helle Sørensen                   |                                  |                         |
| 1982 | Helle Sørensen                   | Bettina Falsing                  | Karina Skibby           |
| 1983 | Helle Sørensen                   |                                  |                         |
| 1984 | Lona Munck                       | Bettina Falsing                  | Zita Jesse              |
| 1985 | Karina Skibby                    | Susan Johannesen                 | Pernille Jørgensen      |
| 1986 | Helle Sørensen                   | Karina Skibby                    | Pernille Jørgensen      |
| 1987 | Helle Sørensen                   | Bettina Falsing                  | Karina Skibby           |
| 1988 | Hanne Malmberg                   | Lona Munck                       | Gitte Hjortflod         |
| 1989 | Karina Skibby                    | Helle Sørensen                   | Bettina Falsing         |
| 1990 | Karina Skibby                    | Bettina Falsing                  | Rikke Sandhøj           |
| 1991 | Karina Skibby                    | Lona Munck                       | Sanne Lassen            |
| 1992 | Sanne Schmidt                    | Helle Sørensen                   | Lona Munck              |
| 1993 | Sanne Schmidt                    | Hanne Malmberg                   | Helene Søgaard          |
| 1994 | Rikke Sandhøj                    | Sanne Schmidt                    | Helle Jensen            |
| 1995 | Rikke Sandhøj                    | Helle Sørensen                   | Lotte Schmidt           |
| 1996 | Helle Sørensen                   | Lotte Schmidt                    | Sanne Schmidt           |
| 1997 | Rikke Sandhøj                    | Lisbeth Simper                   | Helle Sørensen          |
| 1998 | Rikke Sandhøj                    | Lisbeth Simper                   | Lotte Schmidt           |
| 1999 | Ann Svendsgaard Mathiesen        | Rikke Sandhøj                    | Lisbeth Simper          |
| 2000 | Mette Fischer Andreasen          | Line Lykke Meyer Nielsen         | Sanne Schmidt           |
| 2001 | Lisbeth Simper                   | Pernille Langelund Jakobsen      | Lotte Bak               |
| 2002 | Lisbeth Simper                   | Vibe Janne Kolding               | Mette Fischer Andreasen |
| 2003 | Lisbeth Simper                   | Dorte Lohse                      | Trine Schmidt           |
| 2004 | Pernille Langelund Jakobsen      | Dorte Lohse                      | Mette Fischer Andreasen |
| 2005 | Dorte Lohse                      | Linda Serup                      | Janne Bruhn-Henriksen   |
| 2006 | Linda Villumsen                  | Mie Bekker Lacota                | Dorte Lohse             |
| 2007 | Karina Hegelund                  | Dorte Lohse                      | Trine Schmidt           |
| 2008 | Linda Villumsen                  | Maja Adamsen                     | Iben Bohé               |
| 2009 | Linda Villumsen                  | Trine Schmidt                    | Maria Grandt Petersen   |
| 2010 | Annika Langvad                   | Christina Siggaard               | Trine Lorentzen         |
| 2011 | Julie Leth                       | Iben Bohé                        | Trine Schmidt           |
| 2012 | Cathrine Grage                   | Iben Bohé                        | Julie Leth              |
| 2013 | Kamilla Sofie Vallin             | Rikke Lønne                      | Trine Lorentzen         |
| 2014 | Amalie Dideriksen                | Christina Siggaard               | Julie Leth              |
| 2015 | Amalie Dideriksen                | Betina Cramer                    | Christina Siggaard      |
| 2016 | Emma Cecilie Norsgaard Jørgensen | Amalie Dideriksen                | Betina Cramer           |
| 2017 | Camilla Møllebro                 | Trine Andersen                   | Louise Holm Houbak      |
| 2018 | Amalie Dideriksen                | Emma Cecilie Norsgaard Jørgensen | Christina Siggaard      |
| 2019 | Amalie Dideriksen                | Pernille Mathiesen               | Christina Siggaard      |
| 2020 | Emma Cecilie Norsgaard Jørgensen | Julie Leth                       | Cecilie Uttrup Ludwig   |
| 2021 | Amalie Dideriksen                | Emma Cecilie Norsgaard Jørgensen | Cecilie Uttrup Ludwig   |
| 2022 | Cecilie Uttrup Ludwig            | Emma Norsgaard Bjerg             | Amalie Dideriksen       |
| 2023 | Rebecca Koerner                  | Marie-Louise Hartz Krogager      | Amalie Kvist Nybroe     |
| 2024 | Rebecca Koerner                  | Amalie Dideriksen                | Emma Norsgaard Bjerg    |
| 2025 |                                  |                                  |                         |